# Серджо Горі
Серджо Горі (італ. Sergio Gori, 24 лютого 1946, Мілан — 5 квітня 2023) — італійський футболіст, нападник.
Насамперед відомий виступами за клуб «Кальярі», а також національну збірну Італії.
Чотириразовий чемпіон Італії. Володар Кубка європейських чемпіонів. Володар Міжконтинентального кубка. Володар Кубка УЄФА.

## Клубна кар'єра
Вихованець футбольної школи клубу «Інтернаціонале». Дорослу футбольну кар'єру розпочав 1964 року в основній команді того ж клубу, в якій провів два сезони, взявши участь лише у 10 матчах чемпіонату. За цей час двічі виборював титул чемпіона Італії, ставав володарем Кубка європейських чемпіонів, володарем Міжконтинентального кубка.
Згодом з 1966 по 1969 рік грав у складі команд клубів «Ланероссі» та, знов, «Інтернаціонале».
Своєю грою за останню команду привернув увагу представників тренерського штабу клубу «Кальярі», до складу якого приєднався 1969 року. Відіграв за головну команду Сардинії наступні шість сезонів своєї ігрової кар'єри. Більшість часу, проведеного у складі «Кальярі», був основним гравцем атакувальної ланки команди. За цей час додав до переліку своїх трофеїв ще один титул чемпіона Італії.
Протягом 1975—1977 років захищав кольори команди клубу «Ювентус». За цей час додав до переліку своїх трофеїв ще один титул чемпіона Італії, ставав володарем Кубка УЄФА.
Завершив професійну ігрову кар'єру у клубі «Верона», за команду якого виступав протягом 1977—1978 років.

## Виступи за збірну
1970 року дебютував в офіційних матчах у складі національної збірної Італії. Протягом кар'єри у національній команді, яка тривала усього 1 рік, провів у формі головної команди країни 3 матчі. У складі збірної був учасником чемпіонату світу 1970 року у Мексиці, де разом з командою здобув «срібло».

## Титули і досягнення
- Чемпіон Італії (4):

«Інтернаціонале»: 1964–65, 1965–66
«Кальярі»: 1969–70: «Ювентус»: 1976–77
- Володар Кубка європейських чемпіонів (1):

«Інтернаціонале»: 1964–65
- Володар Міжконтинентального кубка (1):

«Інтернаціонале»: 1965
- Володар Кубка УЄФА (1):

«Ювентус»: 1976–77
- Віце-чемпіон світу: 1970